# Han Xinyun
Pour les articles homonymes, voir Han.
Dans ce nom chinois, le nom de famille, Han, précède le nom personnel.
Han Xinyun (en chinois simplifié : 韩馨蕴 ; pinyin : Hán Xīnyùn), née le 30 mai 1990 à Jinzhou, est une joueuse de tennis chinoise, professionnelle depuis 2009.
Elle remporte son premier titre WTA en double début 2016 au tournoi de Hobart.
À ce jour, elle comptabilise trois titres en double dames sur le circuit WTA.

## Palmarès

### Titres en double dames
| No | Date       | Nom et lieu du tournoi      | Catégorie    | Dotation    | Surface    | Partenaire       | Finalistes                     | Score    |          |
| -- | ---------- | --------------------------- | ------------ | ----------- | ---------- | ---------------- | ------------------------------ | -------- | -------- |
| 1  | 10-01-2016 | Hobart International Hobart | Intern'l     | 250 000 $   | Dur (ext.) | Christina McHale | Kimberly Birrell Jarmila Wolfe | 6-3, 6-0 | Parcours |
| 2  | 31-10-2017 | WTA Elite Trophy Zhuhai     | Elite Trophy | 2 280 935 $ | Dur (int.) | Duan Ying-Ying   | Lu Jing-Jing Zhang Shuai       | 6-2, 6-1 | Parcours |
| 3  | 30-07-2018 | Citi Open Washington        | Intern'l     | 226 750 $   | Dur (ext.) | Darija Jurak     | Alexa Guarachi Erin Routliffe  | 6-3, 6-2 | Parcours |

### Finales en double dames
| No | Date       | Nom et lieu du tournoi                  | Catégorie | Dotation  | Surface      | Vainqueures                           | Partenaire       | Score            |          |
| -- | ---------- | --------------------------------------- | --------- | --------- | ------------ | ------------------------------------- | ---------------- | ---------------- | -------- |
| 1  | 17-09-2007 | China Open Pékin                        | Tier II   | 600 000 $ | Dur (ext.)   | Chuang Chia-jung Hsieh Su-wei         | Xu Yifan         | 7-63, 6-3        | Parcours |
| 2  | 22-09-2008 | China Open Pékin                        | Tier II   | 600 000 $ | Dur (ext.)   | Anabel Medina Caroline Wozniacki      | Xu Yifan         | 6-1, 6-3         | Parcours |
| 3  | 13-09-2010 | International Women’s Open Guangzhou    | Intern'l  | 220 000 $ | Dur (ext.)   | Edina Gallovits Sania Mirza           | Liu Wan-Ting     | 7-5, 6-3         | Parcours |
| 4  | 19-09-2011 | Int'l Women's Open Guangzhou            | Intern'l  | 220 000 $ | Dur (ext.)   | Hsieh Su-wei Zheng Saisai             | Chan Chin-wei    | 6-2, 6-1         | Parcours |
| 5  | 19-05-2019 | Internationaux de Strasbourg Strasbourg | Intern'l  | 226 750 € | Terre (ext.) | Daria Gavrilova Ellen Perez           | Duan Ying-Ying   | 6-4, 6-3         | Parcours |
| 6  | 15-07-2019 | Ladies Championships Lausanne           | Intern'l  | 226 750 $ | Terre (ext.) | Anastasia Potapova Yana Sizikova      | Monique Adamczak | 6-2, 6-4         | Parcours |
| 7  | 28-02-2022 | Abierto GNP Seguros Monterrey           | WTA 250   | 239 477 $ | Dur (ext.)   | Catherine Harrison Sabrina Santamaria | Yana Sizikova    | 1-6, 7-5, [10-6] | Parcours |

### Titre en double en WTA 125
| No | Date       | Nom et lieu du tournoi   | Catégorie | Dotation  | Surface    | Partenaire | Finalistes                    | Score    |          |
| -- | ---------- | ------------------------ | --------- | --------- | ---------- | ---------- | ----------------------------- | -------- | -------- |
| 1  | 17-04-2017 | Zhengzhou Open Zhengzhou | WTA 125   | 125 000 $ | Dur (ext.) | Zhu Lin    | Jacqueline Cako Julia Glushko | 7-5, 6-1 | Parcours |

### Finales en double en WTA 125
| No | Date       | Nom et lieu du tournoi            | Catégorie | Dotation  | Surface      | Vainqueures                       | Partenaire       | Score             |          |
| -- | ---------- | --------------------------------- | --------- | --------- | ------------ | --------------------------------- | ---------------- | ----------------- | -------- |
| 1  | 05-08-2013 | Suzhou Ladies Open Suzhou         | WTA 125   | 125 000 $ | Dur (ext.)   | Tímea Babos Michaëlla Krajicek    | Eri Hozumi       | 6-2, 6-2          | Parcours |
| 2  | 27-10-2014 | International Women's Open Ningbo | WTA 125   | 125 000 $ | Dur (ext.)   | Arina Rodionova Olga Savchuk      | Zhang Kai-Lin    | 4-6, 7-62, [10-6] | Parcours |
| 3  | 22-04-2019 | Kunming Open Anning               | WTA 125   | 115 000 $ | Terre (ext.) | Peng Shuai Yang Zhaoxuan          | Duan Ying-Ying   | 7-5, 6-2          | Parcours |
| 4  | 29-07-2019 | Karlsruhe Open Karlsruhe          | WTA 125   | 115 000 $ | Terre (ext.) | Lara Arruabarrena Renata Voráčová | Yuan Yue         | 6-72, 6-4, [10-4] | Parcours |
| 5  | 04-07-2022 | Grand Est Open 88 Contrexéville   | WTA 125   | 115 000 $ | Terre (ext.) | Ulrikke Eikeri Tereza Mihalíková  | Alexandra Panova | 7-68, 6-2         | Parcours |

## Parcours en Grand Chelem

### En simple dames
| Année | Open d'Australie | Open d'Australie | Internationaux de France | Internationaux de France | Wimbledon       | Wimbledon            | US Open | US Open          |
| ----- | ---------------- | ---------------- | ------------------------ | ------------------------ | --------------- | -------------------- | ------- | ---------------- |
| 2009  | —                | —                | —                        | —                        | —               | —                    | Q1      | Vesna Manasieva  |
| 2010  | 1er tour (1/64)  | Samantha Stosur  | Q2                       | Kurumi Nara              | Q2              | Vesna Manasieva      | Q2      | Catalina Castaño |
| 2011  | Q1               | Mădălina Gojnea  | Q1                       | Michaëlla Krajicek       | Q1              | Ekaterina Ivanova    | Q1      | Kathrin Wörle    |
|       |                  |                  |                          |                          |                 |                      |         |                  |
| 2015  | —                | —                | —                        | —                        | —               | —                    | Q2      | Kiki Bertens     |
| 2016  | 2e tour (1/32)   | Yulia Putintseva | Q1                       | Lucie Hradecká           | Q1              | Robin Anderson       | Q3      | Wang Yafan       |
| 2017  | 1er tour (1/64)  | Irina Falconi    | Q1                       | Montserrat González      | 1er tour (1/64) | Zarina Diyas         | Q1      | Vera Zvonareva   |
| 2018  | Q2               | Kayla Day        | Q1                       | Nicole Gibbs             | Q1              | Veronika Kudermetova | Q1      | Ayano Shimizu    |
| 2019  | Q1               | Ivana Jorović    | —                        | —                        | Q1              | Liudmila Samsonova   | Q1      | Robin Anderson   |
| 2020  | Q1               | Denisa Šátralová | —                        | —                        | Annulé          | Annulé               | —       | —                |
|       |                  |                  |                          |                          |                 |                      |         |                  |
| 2022  | Q1               | Zoe Hives        | Q1                       | Mihaela Buzărnescu       | —               | —                    | —       | —                |

N.B. : à droite du résultat se trouve le nom de l'ultime adversaire.

### En double dames
| Année | Open d'Australie         | Open d'Australie     | Internationaux de France  | Internationaux de France | Wimbledon                   | Wimbledon              | US Open                  | US Open                  |
| ----- | ------------------------ | -------------------- | ------------------------- | ------------------------ | --------------------------- | ---------------------- | ------------------------ | ------------------------ |
| 2013  | 2e tour (1/16) Zhou      | Huber Martínez       | —                         | —                        | —                           | —                      | —                        | —                        |
| 2014  | 2e tour (1/16) Miyamura  | Keys Riske           | —                         | —                        | —                           | —                      | —                        | —                        |
|       |                          |                      |                           |                          |                             |                        |                          |                          |
| 2016  | —                        | —                    | 1er tour (1/32) Lepchenko | Xu Zheng                 | 1er tour (1/32) Chan        | Atawo Spears           | 1er tour (1/32) Zhang    | Chan                     |
| 2017  | —                        | —                    | —                         | —                        | 1er tour (1/32) Davis       | Dzalamidze Kudermetova | —                        | —                        |
| 2018  | 1er tour (1/32) Liang    | Chan Hlaváčková      | —                         | —                        | 2e tour (1/16) Kumkhum      | King Srebotnik         | 2e tour (1/16) Olaru     | Hlaváčková Strýcová      |
| 2019  | 2e tour (1/16) Jurak     | Babos Mladenovic     | 2e tour (1/16) Wang       | Dabrowski Xu             | 2e tour (1/16) Kalashnikova | Begu Niculescu         | 1er tour (1/32) Adamczak | Pavlyuchenkova Sevastova |
| 2020  | 2e tour (1/16) Zhu       | Carter Stefani       | —                         | —                        | Annulé                      | Annulé                 | —                        | —                        |
|       |                          |                      |                           |                          |                             |                        |                          |                          |
| 2022  | 2e tour (1/16) Adamczak  | Krejčíková Siniaková | 2e tour (1/16) Zhu        | Kichenok Ostapenko       | 2e tour (1/16) Zhu          | Muhammad Shibahara     | 1er tour (1/32) Rodina   | Xu Yang                  |
| 2023  | 1er tour (1/32) Marozava | Mihalíková Sasnovich | —                         | —                        | —                           | —                      |                          |                          |

N.B. : le nom de la partenaire se trouve sous le résultat ; le nom des ultimes adversaires se trouve à droite.

### En double mixte
| Année | Open d'Australie      | Open d'Australie | Internationaux de France | Internationaux de France | Wimbledon                   | Wimbledon           | US Open | US Open |
| ----- | --------------------- | ---------------- | ------------------------ | ------------------------ | --------------------------- | ------------------- | ------- | ------- |
| 2019  | —                     | —                | —                        | —                        | 1er tour (1/32) S. Gonzalez | N. Kichenok Qureshi | —       | —       |
|       |                       |                  |                          |                          |                             |                     |         |         |
| 2023  | 1er tour (1/16) Zhang | Stefani Matos    | —                        | —                        | —                           | —                   |         |         |

N.B. : le nom du partenaire se trouve sous le résultat ; le nom des ultimes adversaires se trouve à droite.

## Parcours en «Premier Mandatory» et «Premier 5»
Découlant d'une réforme du circuit WTA inaugurée en 2009, les tournois WTA « Premier Mandatory » et « Premier 5 » constituent les catégories d'épreuves les plus prestigieuses, après les quatre levées du Grand Chelem.

### En simple dames
| Année |              | Premier Mandatory | Premier Mandatory | Premier Mandatory | Premier Mandatory           |       | Premier 5 | Premier 5 | Premier 5  | Premier 5 | Premier 5 | Premier 5 | Premier 5 |
| Année | Indian Wells | Miami             | Madrid            | Pékin             |                             | Dubaï | Rome      | Canada    | Cincinnati |           | Tokyo     |           |           |
| Année | Indian Wells | Miami             | Madrid            | Pékin             |                             | Doha  | Rome      | Canada    | Cincinnati |           | Wuhan     |           |           |
| Année | Indian Wells | Miami             | Madrid            | Pékin             |                             |       | Rome      | Canada    | Cincinnati |           |           |           |           |
| 2009  |              |                   |                   |                   | 1er tour (1/32) F. Pennetta |       |           |           |            |           |           |           |           |
| 2010  |              |                   |                   |                   | 1er tour (1/32) N. Petrova  |       |           |           |            |           |           |           |           |
| 2015  |              |                   |                   |                   | 1er tour (1/32) F. Pennetta |       |           |           |            |           |           |           |           |

Sous le résultat, l’ultime adversaire.

## Parcours en Fed Cup
| #                                                               | Date       | Lieu        | Surface    | Gagnante(s)            | Perdante(s)                    | Score    |          |
| --------------------------------------------------------------- | ---------- | ----------- | ---------- | ---------------------- | ------------------------------ | -------- | -------- |
|                                                                 |            |             |            |                        |                                |          |          |
| 2010 - 1er tour (groupe mondial II) - Slovaquie - Chine - 3 : 2 |            |             |            |                        |                                |          |          |
| 1                                                               | 06/02/2010 | Bratislava  | Dur (int.) | Dominika Cibulková     | Han Xinyun                     | 6-1, 6-4 | Parcours |
| 1                                                               | 06/02/2010 | Bratislava  | Dur (int.) | Han Xinyun             | Kristína Kučová                | 6-1, 6-1 | Parcours |
|                                                                 |            |             |            |                        |                                |          |          |
| 2010 - Barrage (groupe mondial II) - Suède - Chine - 3 : 2      |            |             |            |                        |                                |          |          |
| 2                                                               | 25/04/2010 | Helsingborg | Dur (int.) | Han Xinyun Zhou Yimiao | Ellen Allgurin Johanna Larsson | 6-3, 6-2 | Parcours |

## Classements WTA en fin de saison
| Année          | 2005 | 2006 | 2007 | 2008 | 2009 | 2010 | 2011 | 2012 | 2013 | 2014 | 2015 | 2016 | 2017 | 2018 | 2019 | 2020 | 2021 | 2022 | 2023 |
| Rang en simple | 627  | 383  | 407  | 260  | 184  | 132  | 328  | 292  | 385  | 278  | 152  | 108  | 130  | 162  | 198  | 206  | 487  | 749  | –    |
| Rang en double | 640  | 980  | 115  | 94   | 137  | 170  | 126  | 144  | 134  | 118  | 96   | 94   | 75   | 74   | 53   | 60   | 219  | 70   | 343  |

Source : (en) Classements de Han Xinyun sur le site officiel de la Fédération internationale de tennis